# Druccy
Druccy herbu własnego (Druck) – żyjący do dziś, polski ród książęcy pochodzenia wielkolitewskiego.  
Protoplastą Druckich jest Michał Drucki, potomek dynastii Giedyminowiczów. Był on też przodkiem Dymitra Olgierdowicza, przyrodniego brata króla Władysława II Jagiełły. 
Gniazdem rodu był Druck w dawnym województwie mścisławskim, położony na dzisiejszej Białorusi.

## Etymologia nazwiska
Nazwisko Druckich ma charakter odmiejscowy, a konkretniej pochodzi od nazwy miejscowości Druck nad rzeką Drucią, zlokalizowanej w dawnym powiecie mohylewskim (obecnie Białoruś).

## Pochodzenie
Druccy są rodem książęcym (kniaziowskim), o wielkolitewskim pochodzeniu etnicznym. Pochodzenie kniaziów Druckich przez wiele dziesięcioleci wywoływało żywą dyskusję wśród historyków. Wprawdzie najnowsze badania wywodzą ten ród z dynastii Giedymina, jednakże wielu widziało w nich potomków Rurykowiczów. Argumentem zdającym się przemawiać na rzecz tej pierwszej teorii jest fakt, iż nie ma żadnych dokumentów źródłowych wskazujących na istnienie w tym samym czasie dwóch książąt druckich o imieniu Dymitr, ponadto pierwsi książęta Druccy używali herbu z Pogonią Litewską, a dopiero później zaczęli używać herbu własnego Druck i właśnie tę zmianę uznać chyba należy za główne źródło nieporozumień, jakie narosły wokół ich pochodzenia.

## Gałęzie
Książęta Druccy byli niezwykle rozgałęzionym rodem. W krótkim czasie podzielili się na kilka linii, które od posiadanych dóbr przyjęły następujące nazwiska:
- Druccy-Sokolińscy, żyją,
- Druccy-Konopla vel Konopla-Sokolińscy, wymarli w XVI w.,
- Druccy-Oziereccy, wymarli w XVII w.,
- Druccy-Pryhabscy, wymarli w XVI w.,
- Druccy-Krasny, wymarli w XVI w.,
- Druccy-Babiczewy, wyemigrowali do Rosji,
- Druccy-Putiatycze, wymarli w XVI w.,
- Druccy-Horscy, wymarli w XVIII w.,
- Druccy-Tołoczyńscy, wymarli w XVI w.,
- Druccy-Lubeccy, żyją
- Druccy-Dudakowscy
- Druccy-Burnawscy
- Druccy-Krasnowie
- Druccy-Siekirowie
- Druccy-Żubrewiccy
- Druccy-Widuniccy
- Druccy-Zagrodzcy

Najbliższymi krewnymi książąt Druckich byli książęta Trubeccy, którzy również wywodzą się od Dymitra Olgierdowicza (starszego).